# (3069) Heyrovský
(3069) Heyrovský es un asteroide perteneciente al cinturón de asteroides, descubierto el 16 de octubre de 1982 por Zdeňka Vávrová desde el Observatorio Kleť, České Budějovice, República Checa.

## Designación y nombre
Designado provisionalmente como 1982 UG2. Fue nombrado Heyrovský en honor al químico checo Jaroslav Heyrovský.